# Sébastien Maggi
Sébastien Maggi (Brescia, 1414 - Gênes, 1496) est un dominicain italien reconnu bienheureux par l'Église catholique.

## Biographie
Il naît en 1414 dans la maison des Maggi (it), une importante famille noble de Brescia. En 1429, il entre dans une branche observatrice de l'ordre des prêcheurs de sa ville natale. Après son ordination, il s'adonne au ministère de la prédication avec succès.
Il est choisi comme prieur dans divers couvents de son ordre (Brescia, Mantoue, Milan, Crémone, Vicence, Bologne)  pour sa capacité à gouverner selon la réforme de l'observance promue par sainte Catherine de Sienne et par le bienheureux Raymond de Capoue.
Alors qu'il gouverne le couvent de Milan, il remarque que celui-ci est trop éloigné de la ville et que les fidèles ne peuvent pas y venir facilement pour entendre les prédications. Il fait donc construire une église au milieu de la ville grâce aux aumônes de Béatrice d'Este et Ludovic Sforza dont il est le directeur spirituel.
Il est élu vicaire général de la congrégation lombarde en 1480 puis de nouveau en 1495. À cette époque, en tant que supérieur du couvent de Florence, il doit interdire à Jérôme Savonarole de prêcher par ordre du pape Alexandre VI. Il se rend ensuite à Gênes pour visiter le couvent dominicain de Santa Maria di Castello et fait la connaissance de sainte Catherine de Gênes. C'est là qu'il meurt entre août et novembre 1496.

## Culte
Compte tenu de sa réputation de sainteté et le témoignage de miracles, un procès est institué en 1753 à la congrégation des rites. Le pape Clément XIII confirme son culte par décret du 15 avril 1760. Son corps est placé dans une châsse sous l'autel de la chapelle qui lui est dédiée dans l'église Santa Maria di Castello de Gênes.